# 長岡京はっぴぃバス

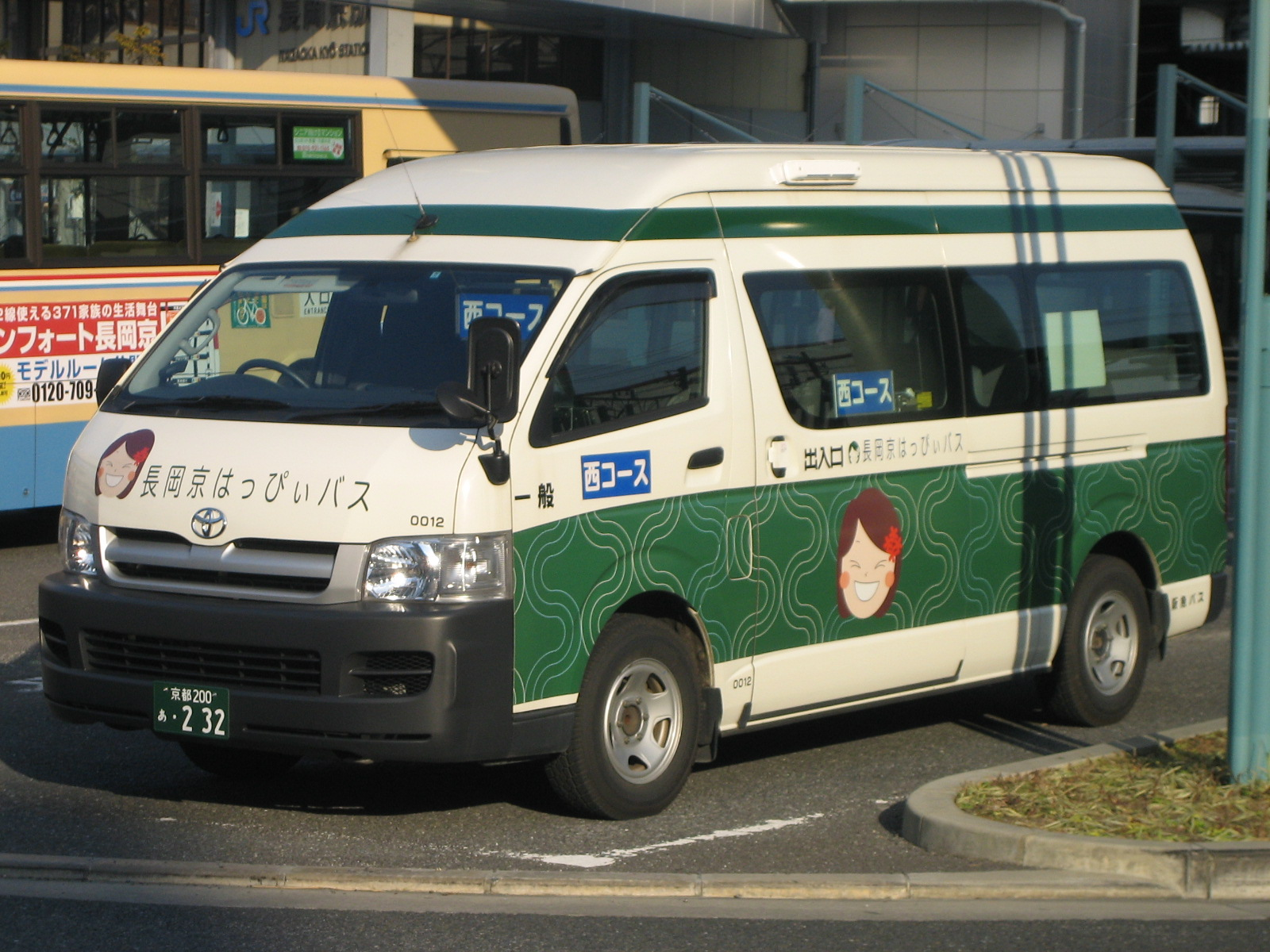
2009年7月まで使用されていた大型ワゴン車タイプの車体

長岡京はっぴぃバス（ながおかきょうはっぴぃバス）は、京都府長岡京市が運行するコミュニティバスである。2006年10月運行開始。運行は阪急バスに委託されている。

## 概要
長岡京市内における交通不便地域の解消や、高齢者の交通手段の確保を目的として、2006年（平成18年）10月に運行を開始した。イメージキャラクターは、市の花であるキリシマツツジを髪に飾った女の子の「はっぴぃちゃん」で、バスの車体やパンフレットなどにイラストが使用されている。
運行開始当初は2008年（平成20年）7月31日までの試験運行とされており、その後は国の補助金給付がなくなることから、市単独による運行に変更される計画となっていた。しかし、コミュニティーバス運行協議会を解散し地域公共交通活性化再生法に基づく法定協議会が設立されたことにより、8月以降も国の補助金が継続されることとなったほか、運行も2010年度末まで続けられることとなった。さらに、翌年度からは国の補助金給付が終了したため市が単独で補助金を計上したことから運行を継続しているが、運賃および広告収入は運営費用の2割をまかなうに過ぎず、収支面では引き続き厳しい状況となっている。
2007年（平成19年）9月には、それまでの利用状況などを基に、運行コースの変更や増便および運賃値下げなどの改定を行った。また、2009年（平成21年）8月には、利用客の増加に伴う積み残しなどを解消するため、車両の大型化と運行コースの一部変更を行っている。
2014年度（平成26年度）の利用実績は、年間約5万3千人であった。

## 沿革
- 2006年（平成18年）10月2日 - 運行開始。
- 2007年（平成19年）
  - 8月 - 学校休暇期間の「こども無料体験」を開始（※初の試み）。
  - 9月3日 - 運行コース、運賃、ダイヤを改正。
- 2008年（平成20年）6月 - 法定協設立により、試験運行終了予定を2008年7月末から2011年3月末に延長。
- 2009年（平成21年）8月3日 - 運行コースを一部変更。マイクロバスによる運行を開始。
- 2016年（平成28年）4月 - 祝日の試験運行を開始。

## 運賃・乗車券類
両コースとも、大人170円、小児90円の均一運賃制。（令和元年5月8日改定。それまでは大人150円・小児80円均一）
「JR長岡京」での両コース間の乗り継ぎは無料、また「阪急長岡天神」「長岡京市役所前」「JR長岡京」で阪急バスと乗り継ぐ場合、大人50円・子ども30円の割引制度がある。幼児（1歳以上6歳未満）は大人の同伴者1人につき1人無料、身体障害者手帳・療育手帳・精神障害者保健福祉手帳の所持者及び介護人は手帳を提示で半額で乗車可能。
紙製の専用回数券（7枚綴り、大人用 1,000円／小児用 500円。令和元年5月8日改定。それまでは大人・小児とも発売額は同じで８枚綴り）が長岡京はっぴぃバス車内と阪急バス大山崎営業所及び向日出張所で販売されている。
阪急バスの定期券については、グランドパス65と阪急スクールパスのみ利用可能である。
交通系ICカードは、PiTaPa・ICOCAおよび交通系ICカード全国相互利用サービス対応カード（Kitaca・PASMO・Suica・manaca・TOICA・はやかけん・nimoca・SUGOCA）が利用可能。

## 路線

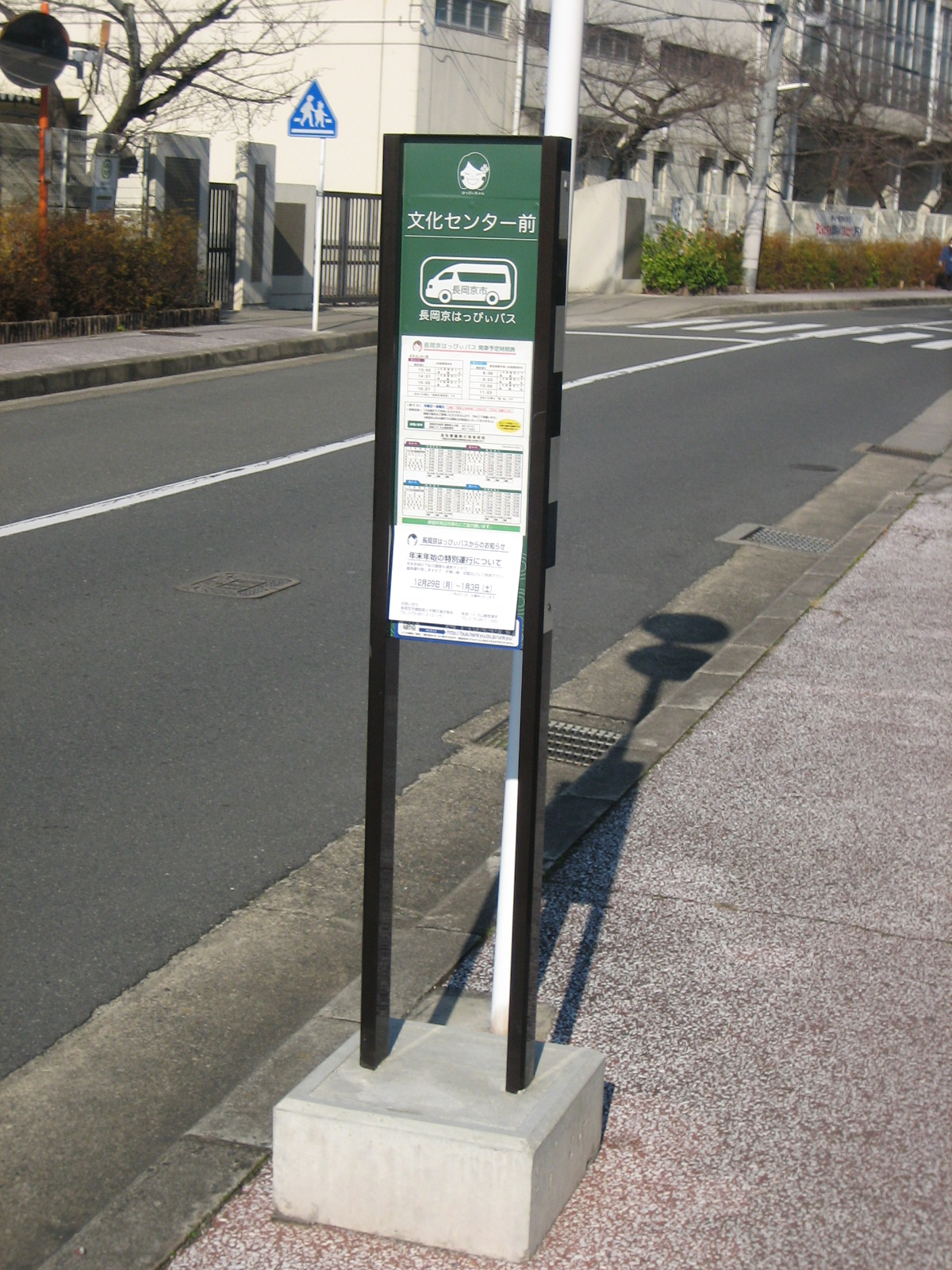
専用バス停の標識柱（「文化センター前」停留所）

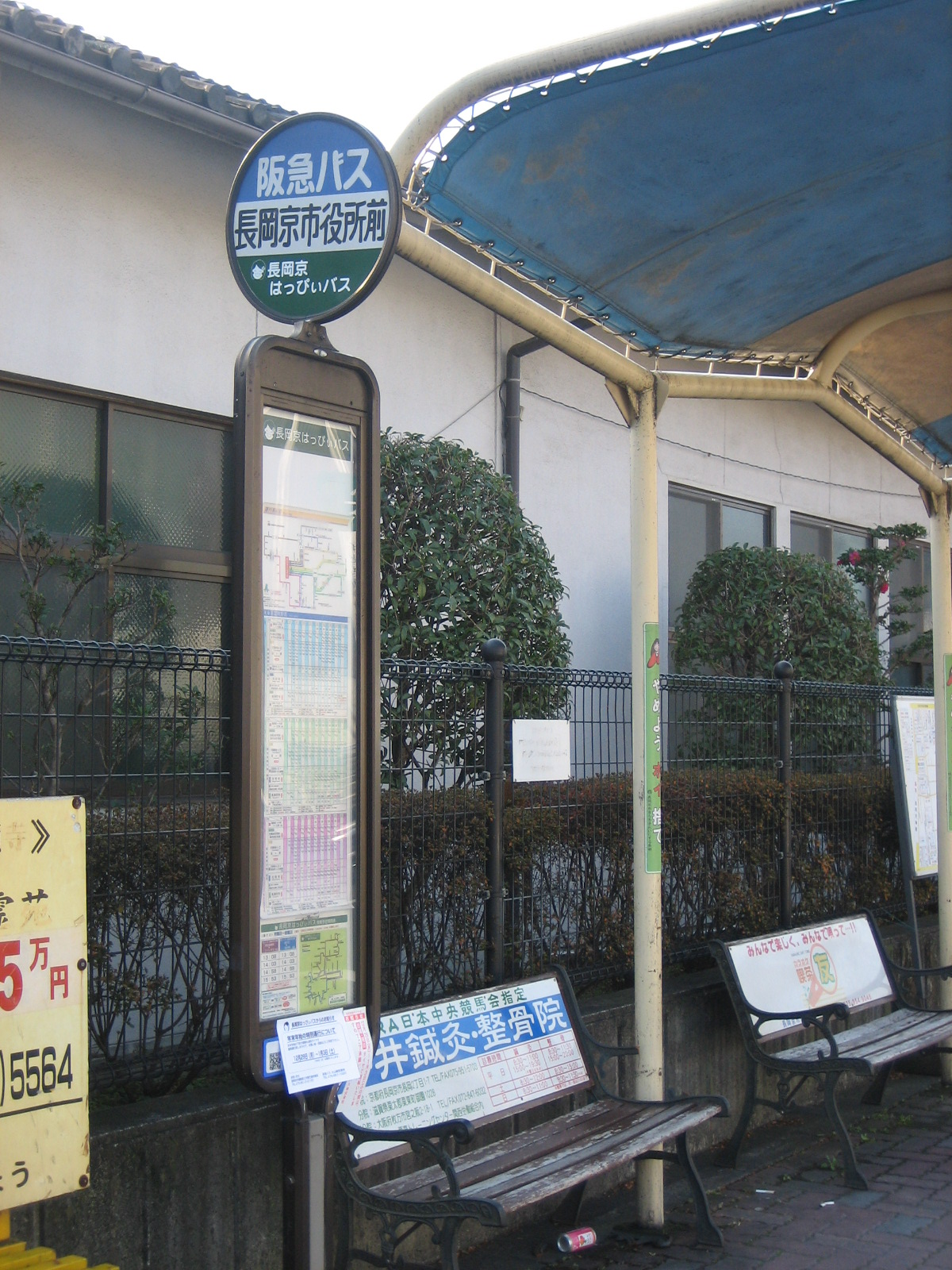
阪急バスと共用の標識柱（「長岡京市役所前」停留所）

2つのコースがあり、どちらもJR長岡京駅西口を発着地とする循環コースである（主な停留所のみ記載）。
運行は平日と祝日（土・日・年末年始は運休、この場合は、一般の阪急バス（長岡京線・阪急田園バスに運行を委託）を利用することになる）で、両コースとも1日8便（午前4便、午後4便）運行されている。なお、正月三が日や長岡京ガラシャ祭開催日（11月第2日曜日）などには臨時運行されており、その場合、運行経路も独自のコースが設定されることがある。
阪急バスの停留所と同位置に設置されている場合でも、停留所名が異なる場合がある（上記停留所名で括弧内は阪急バスでの名称）また、標識柱を共用としている場合もある（写真参照）。

### 北コース
- JR長岡京 - 長岡天満宮前 - 文化センター前 - 乙訓寺前 - 滝ノ町 - 向日が丘養護学校前 - 光明寺 - うぐいす台西 - 済生会病院 - 阪急長岡天神 - JR長岡京
  - 1周約50分。午前は「→」方向、午後は「←」方向。

### 西コース
- JR長岡京 - 長岡天満宮前 - 花山住宅前 - 泉が丘 - 高台西 - こがねが丘 - 桜橋（奥海印寺） - 河陽が丘二丁目（美竹台住宅前） - 文化センター前 - 阪急長岡天神 - JR長岡京
  - 1周約47分。午前は「→」方向、午後は「←」方向。

## 車両
- 現行車両：三菱ふそう・ローザ

2009年8月に導入された。乗車定員は座席11人、折座席4人、立席11人の26人乗り。
- 過去の車両：トヨタ・ハイエース

車両置き換えに伴い、2009年7月の運行をもって全車両が離脱。